# Rock Creek (Alabama)
Rock Creek est un census-designated place situé dans l’État américain de l'Alabama, dans le comté de Jefferson.

## Démographie
| 2000  | 2010  | - | - | - | - |
| ----- | ----- | - | - | - | - |
| 1 495 | 1 456 | - | - | - | - |